# Fauna do Uruguai

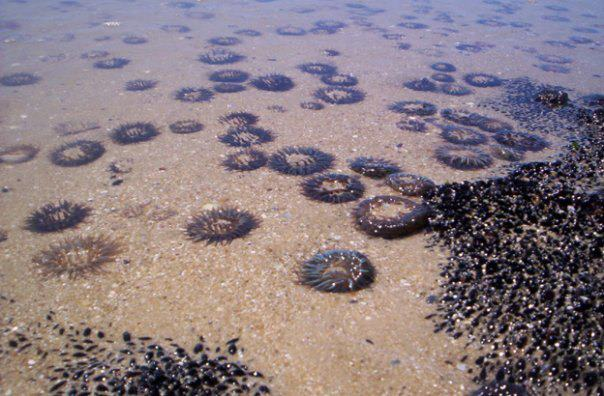
Anênomas

No que tange à fauna do Uruguai, ainda se veem onças nas áreas mais remotas. Outros mamíferos nativos são o veado, gato-do-mato e as andorinhas. Os mamíferos marinhos abundam nas rochas e ilhotas desabitadas da costa atlântica, como a Isla de Lobos. No mesmo litoral, lagoas abrigam grandes colônias de aves aquáticas, como o pato-real. Há também periquitos, abutres, corujas e flamingos. São comuns as aranhas e cobras venenosas, além de lagartos e tartarugas.